# Jardin Majorelle
Pour les articles homonymes, voir Majorelle.

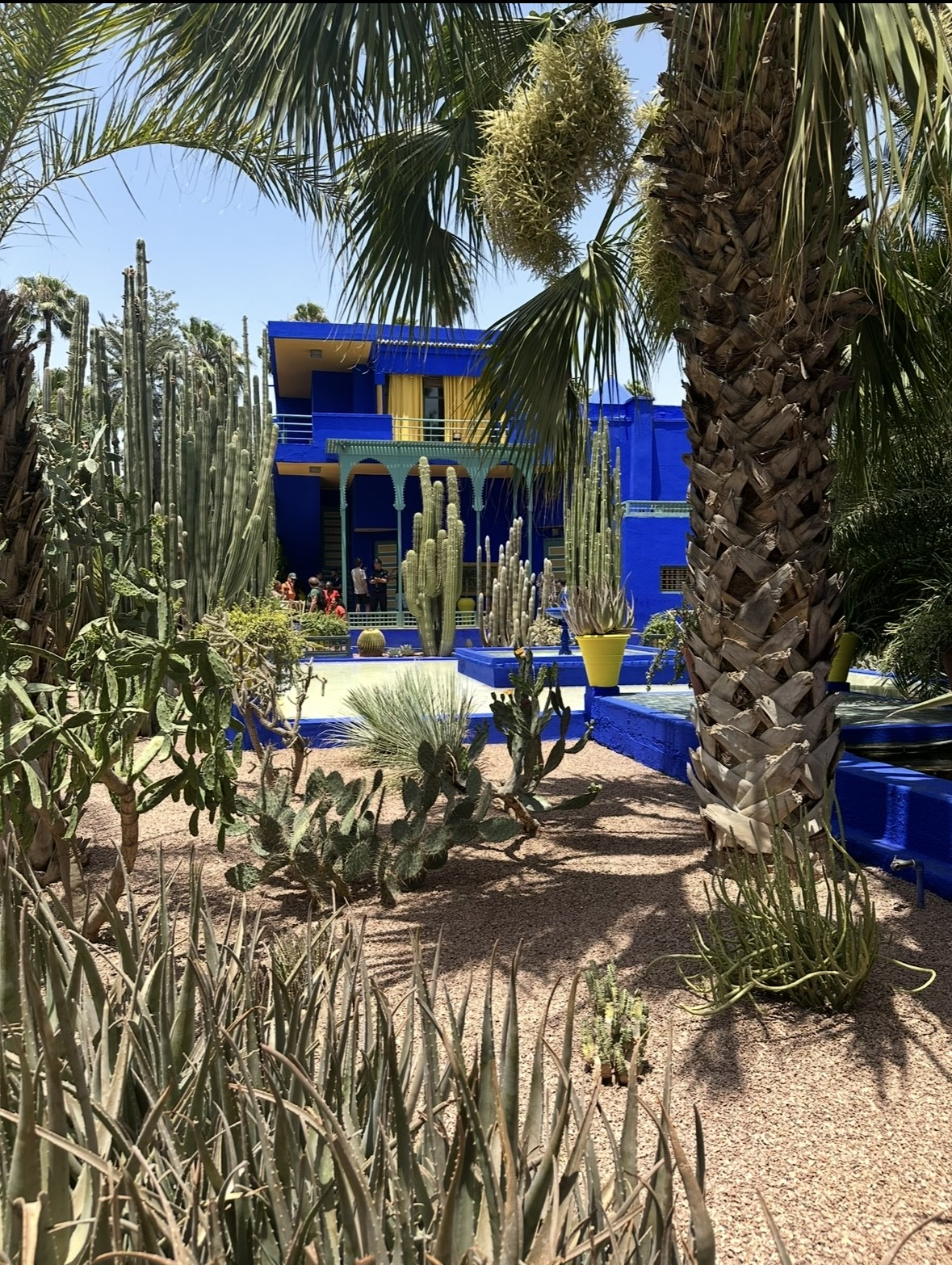
jardins de majorelle été 2025

Le jardin Majorelle (en berbère : ⵓⵔⵜⵉ ⵎⴰⵊⵓⵔⵉⵍ ; en arabe : حديقة ماجوريل) est un jardin botanique touristique d'environ 300 espèces sur près d'1 hectare (10 000 m2), une villa Art déco labellisée Maisons des Illustres depuis 2011, et un musée de l'Histoire des Berbères, à Marrakech au Maroc.
Le jardin est baptisé du nom de son fondateur, l'artiste peintre français Jacques Majorelle (1886-1962), qui l'a créé en 1931, en s'inspirant des oasis, jardin islamique et jardin espagnol-hispano-mauresque. Acheté par Yves Saint Laurent et Pierre Bergé en 1980, il appartient à ce jour à la Fondation Jardin Majorelle — qui comprend également le musée Yves Saint Laurent — et est un des hauts lieux du tourisme au Maroc, avec près de 600 000 visiteurs annuels.
En 2022 — selon un palmarès du site anglophone HouseFresh qui a agrégé les avis de dizaine de milliers de touristes — le jardin Majorelle est désigné deuxième plus beau jardin du monde, derrière le Gardens by the Bay de Singapour et devant le jardin du Luxembourg de Paris,,.

## Historique

### Jacques Majorelle
En 1919, le peintre français Jacques Majorelle (1886-1962) (fils de Louis Majorelle) s'installe durant le protectorat français au Maroc, dans la médina de Marrakech, dont il tombe amoureux. En 1923 il achète un terrain en bordure de la palmeraie de Marrakech, au nord-ouest de la médina, dans le quartier de Rouidat. En 1924 il y fait construire sur des propres plans une villa, libre transposition d'une demeure traditionnelle marocaine, qu'il nomme villa Bou Saf Saf.    

Villa Bou Saf Saf
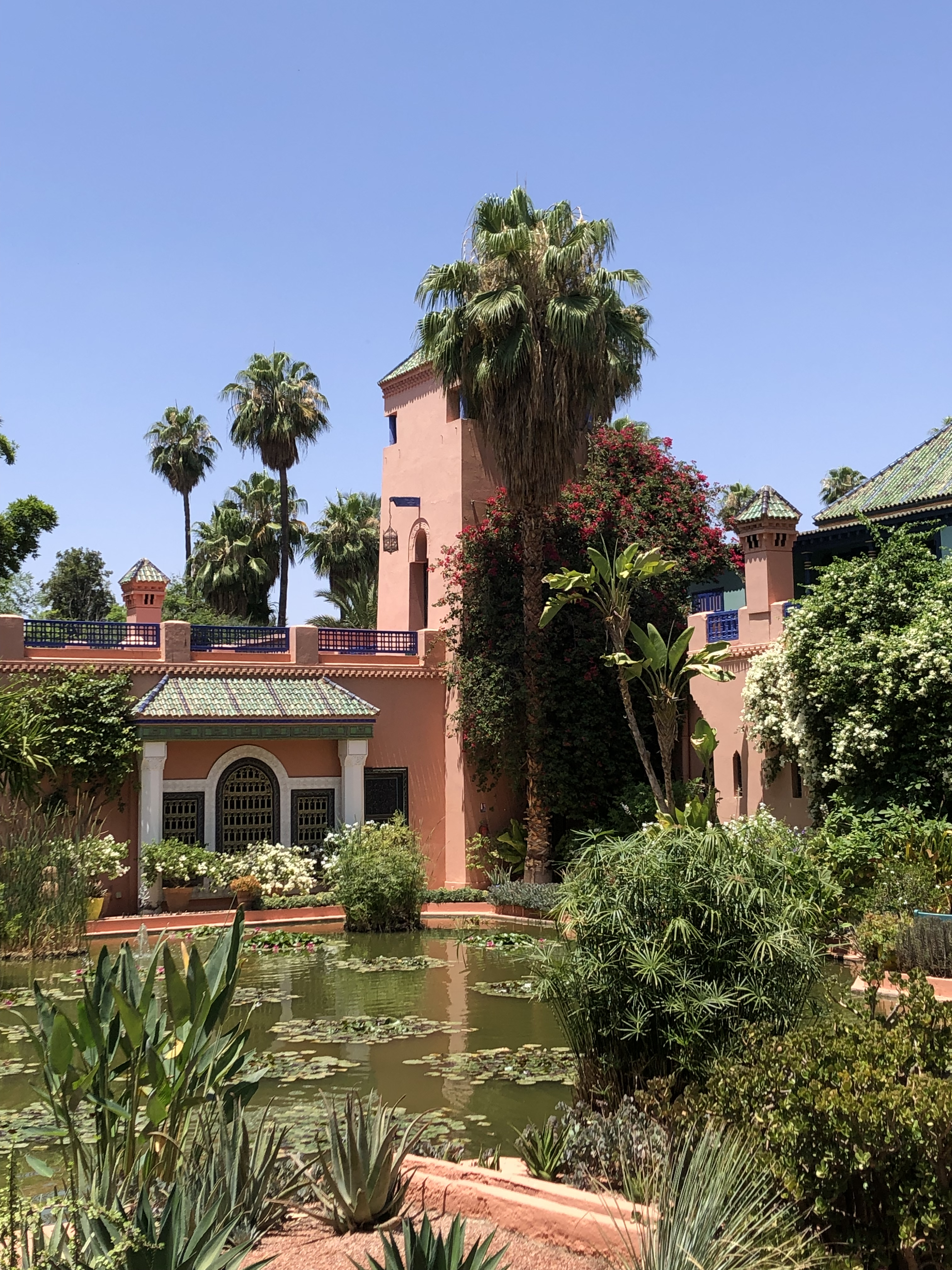
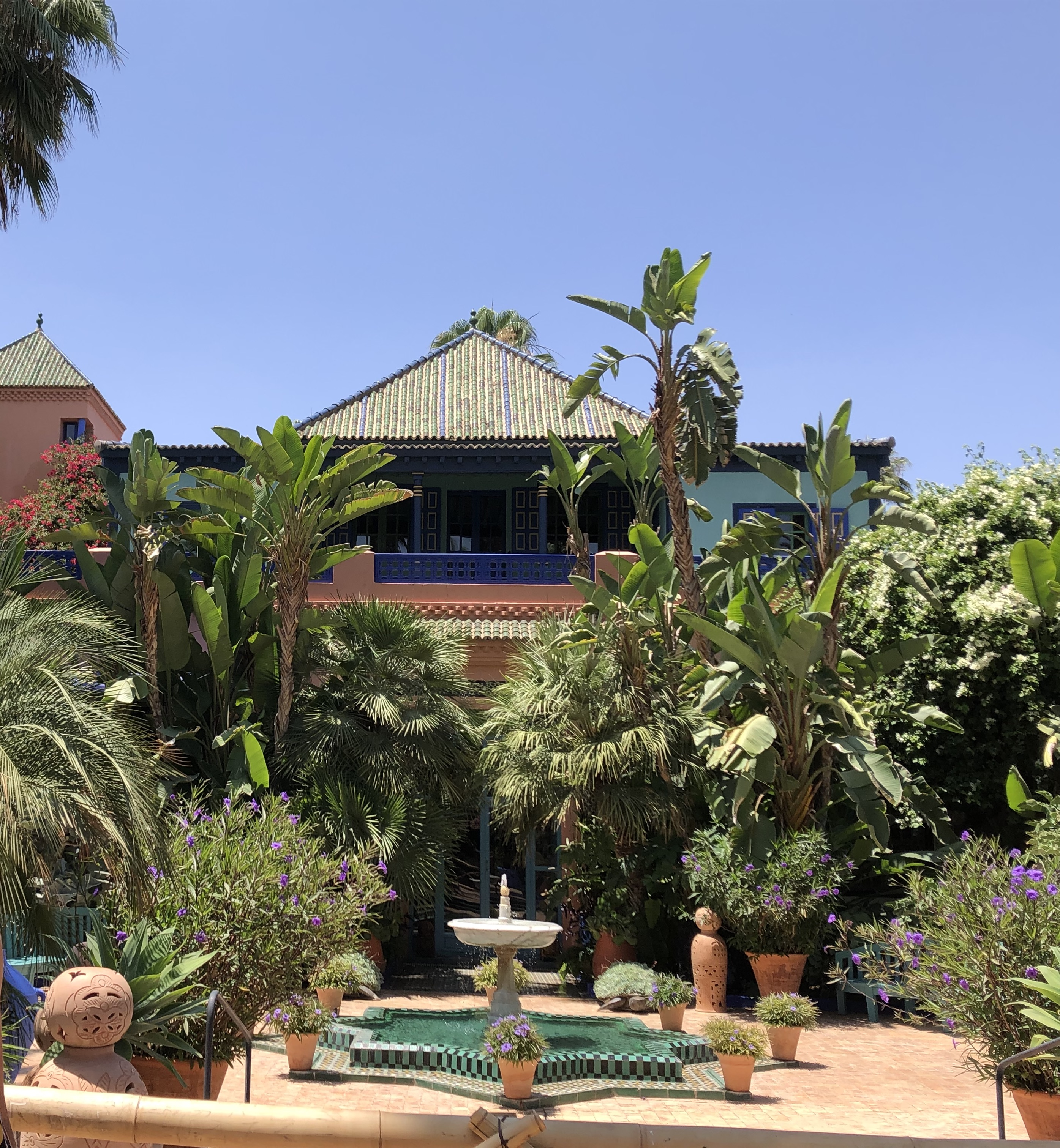

Sur un terrain adjacent acquis en 1929, il fait construire en 1932 par le cabinet d'architectes Robert Poisson & Paul Sinoir, une villa-atelier d'artiste, de style architecture mauresque / Art déco d’une étonnante modernité pour l'époque. Il y aménage un vaste atelier d'artiste au rez-de-chaussée pour peindre ses immenses décors ainsi qu'un logement à l'étage. Au début des années 50, il y installe sa résidence avec sa nouvelle compagne et en 1954 une séparation attribue la villa Bou Saf Saf à sa première épouse, l'artiste ne conservant plus que la demeure art déco et la moitié du jardin. 

Villa Majorelle
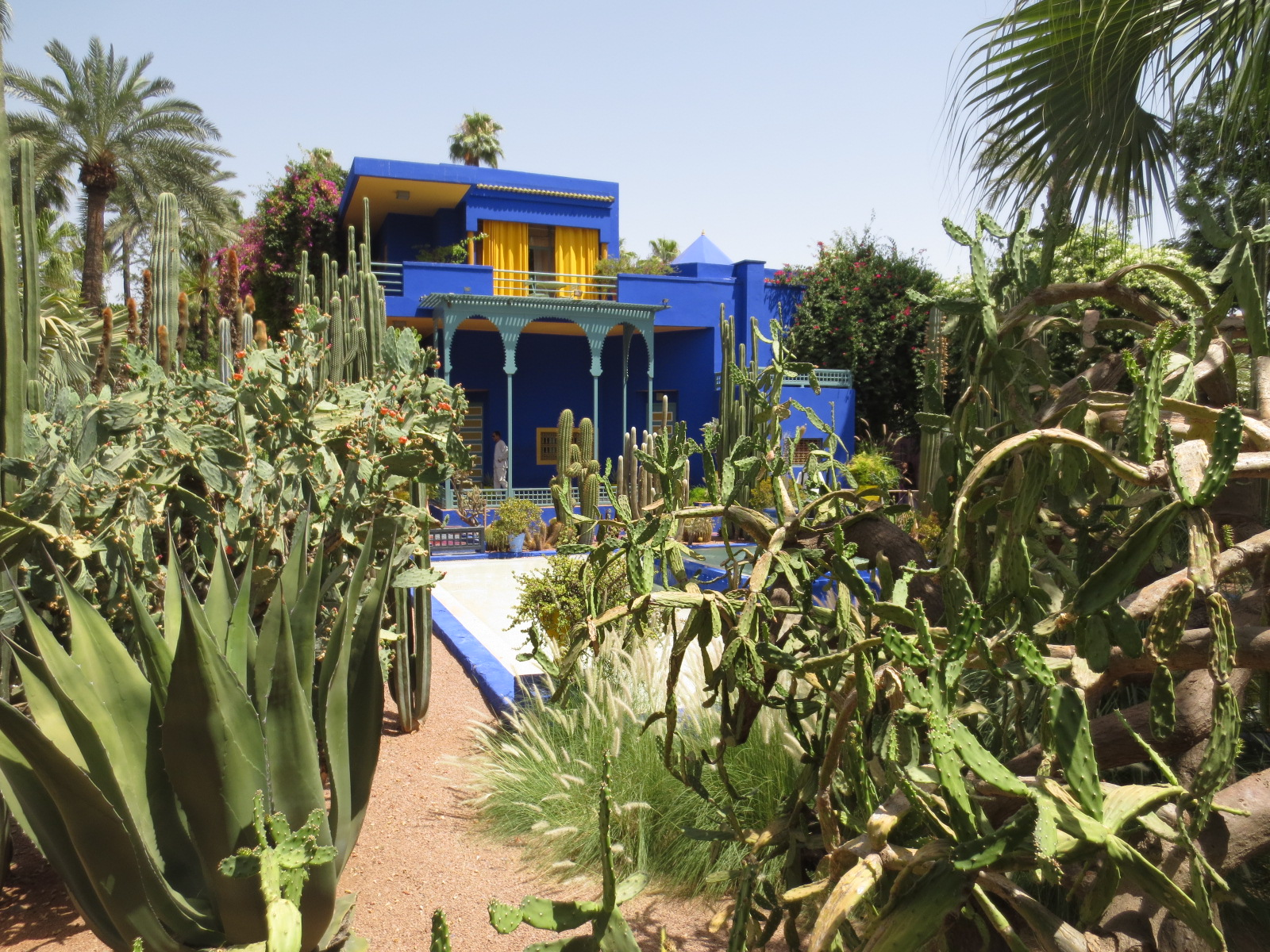
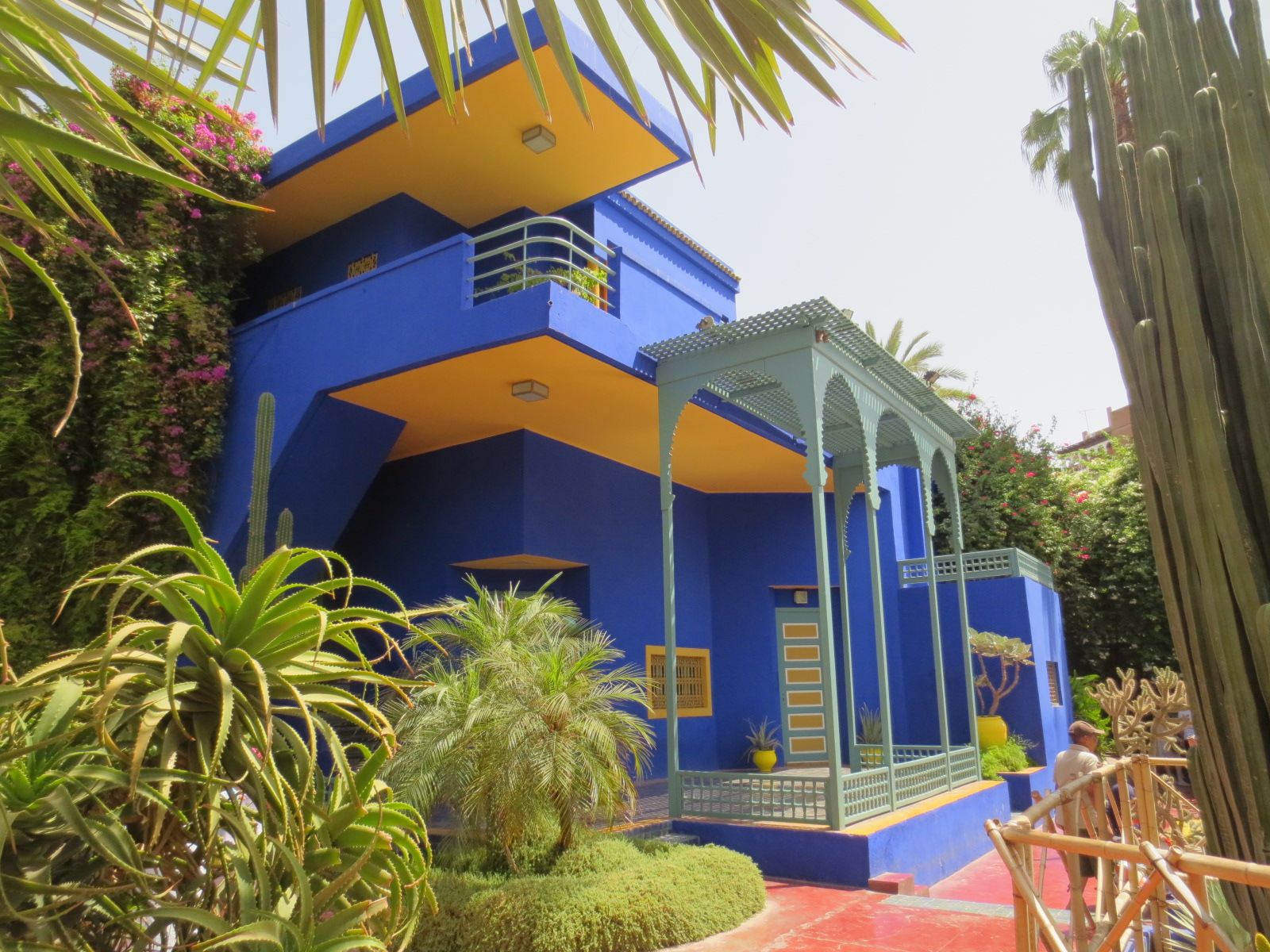
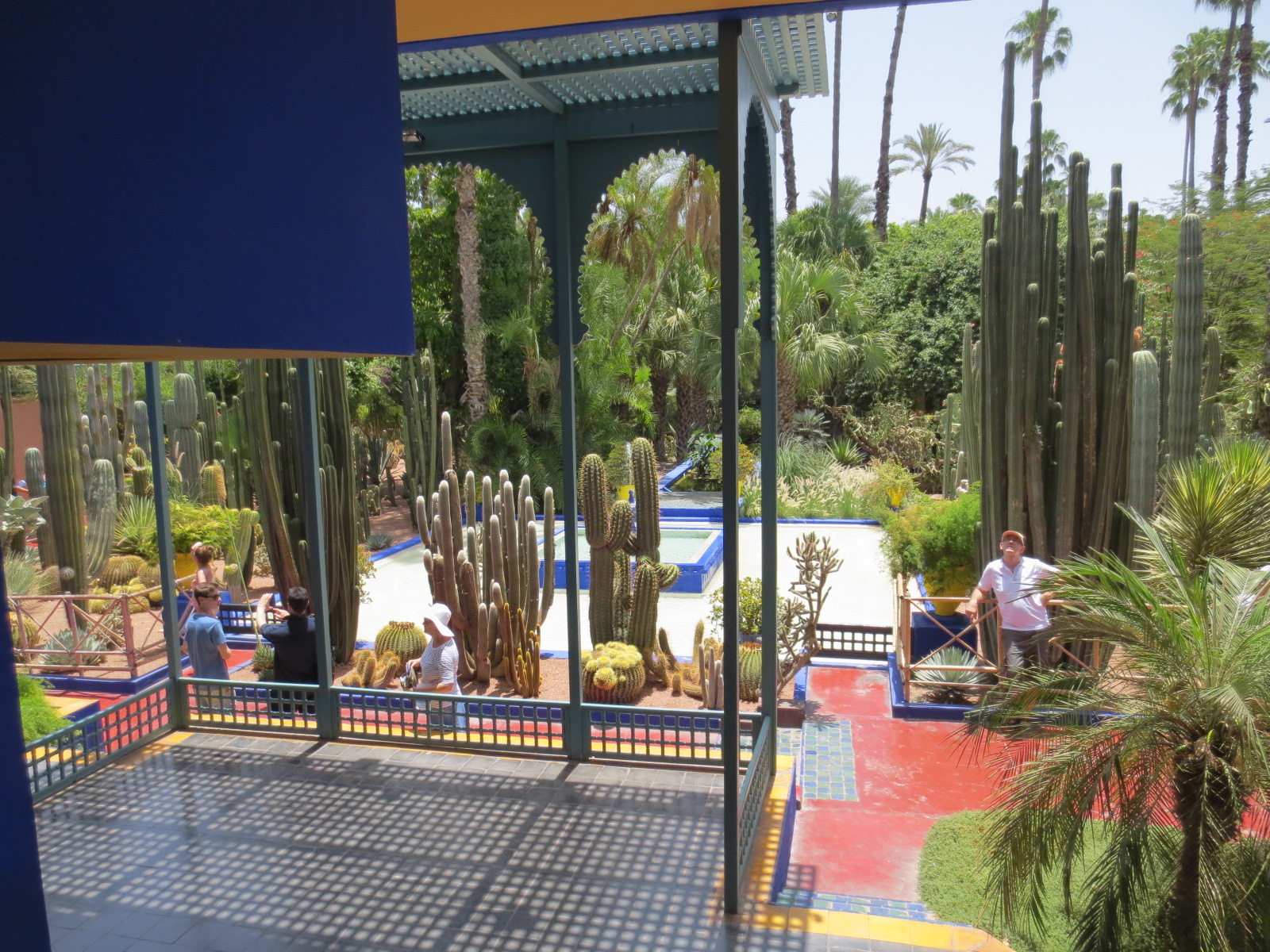
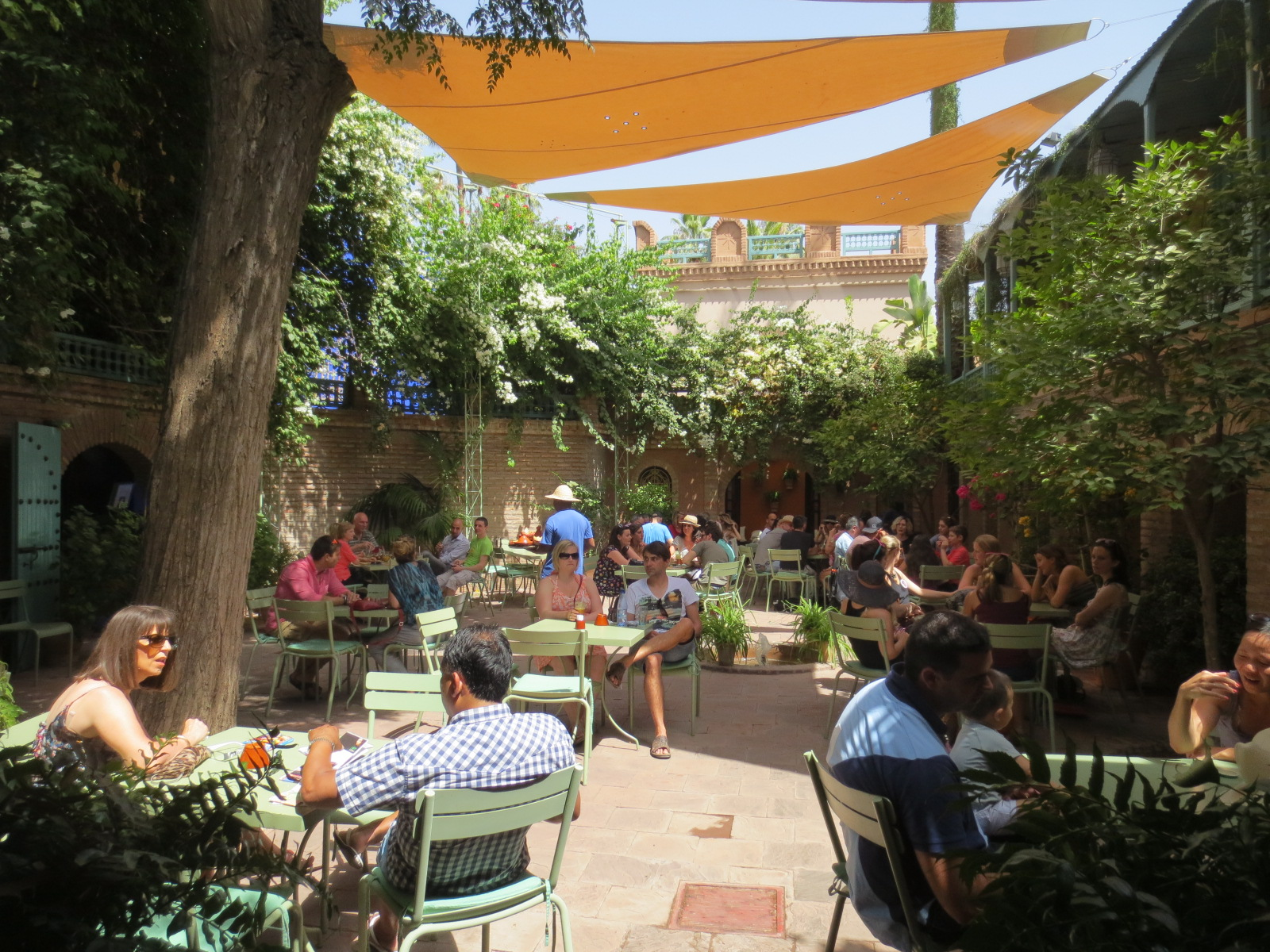

Amoureux de botanique, il crée son jardin botanique inspiré des jardins islamiques avec la luxuriance d'un jardin tropical autour de sa villa, « un jardin impressionniste », « une cathédrale de formes et de couleurs », structuré autour d'un long bassin central, avec plusieurs ambiances variées, où nichent des centaines d’oiseaux. Ce jardin est une œuvre d'art vivante en mouvement, composé de plantes exotiques et d'espèces rares qu'il rapporte de ses voyages dans le monde entier : cactus, yuccas, nénuphars, lotus, nymphéas, jasmins, bougainvillées, palmiers, cocotiers, bananiers, bambous, caroubiers, agaves, cyprès ... et orné de fontaines, bassins, jets d'eau, jarres en céramique, allées, pergolas ... En 1937, l'artiste crée le bleu Majorelle, un bleu outremer / cobalt à la fois intense et clair dont il peint les murs de sa villa, puis tout le jardin pour en faire un tableau vivant qu'il ouvre au public en 1947.
En 1955, il est amputé d’un pied à la suite d'un accident de voiture. Il divorce en 1956 puis se remarie en 1961. Le 14 octobre 1962, il meurt à Paris, ville où il a été rapatrié à la suite d'une fracture du fémur. Le jardin est alors laissé à l'abandon durant plusieurs années.

### Yves Saint Laurent

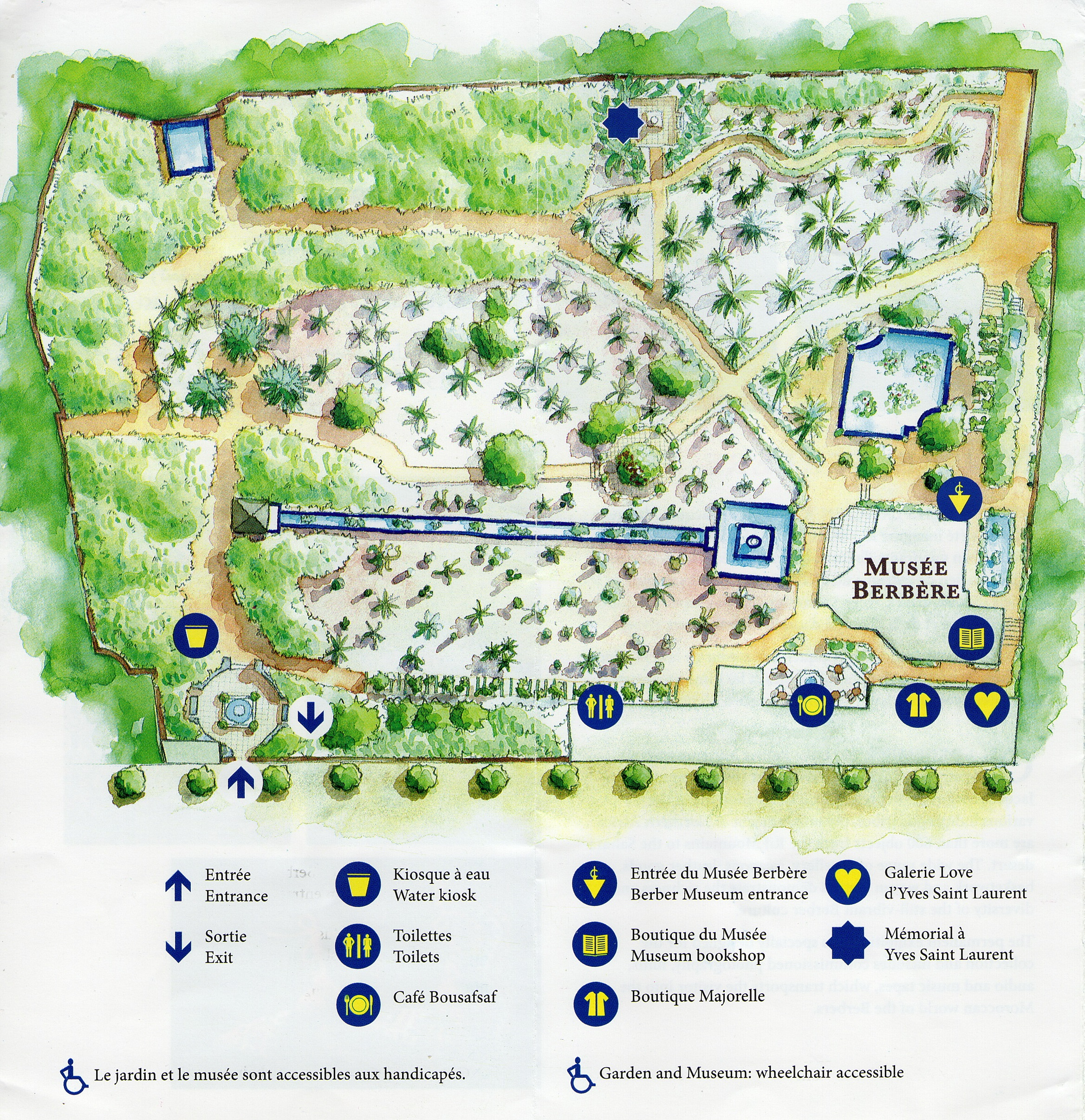
Plan détaillé du jardin en août 2014.

Yves Saint Laurent et Pierre Bergé découvrent le Jardin Majorelle en 1966, au cours de leur premier séjour à Marrakech : « nous fûmes séduits par cette oasis où les couleurs de Matisse se mêlent à celles de la nature » ». Ils achètent le jardin Majorelle en 1980 (leur troisième acquisition dans la ville de Marrakech). Les nouveaux propriétaires décident d’habiter la villa de l’artiste, rebaptisée Villa Oasis, et entreprennent d’importants travaux de restauration du jardin pour « faire du jardin Majorelle le plus beau jardin, celui que Jacques Majorelle avait pensé, envisagé ». L’atelier du peintre est transformé en un musée berbère ouvert au public, avec une exposition d’œuvres haute couture de la collection Yves Saint Laurent et Pierre Bergé.
Seule la partie contenant la villa bleue Art Déco et son jardin sont ouvertes au public, la villa mauresque initiale et son jardin restant la demeure privée d'Yves Saint-Laurent et Pierre Bergé.
Dans son livre  paru en 2017 « Saint Laurent et moi », Fabrice Thomas, qui a entretenu des relations intimes avec les deux propriétaires, relate avoir été témoin d'un acte pédophile dans le jardin entre un intendant et un jeune garçon. Il prétend avoir discuté de l'évènement avec Yves Saint Laurent qui lui aurait dit qu'il se passait bien plus de choses encore au sein de la Palmeraie, sous l'œil des autorités qui les laisseraient faire.

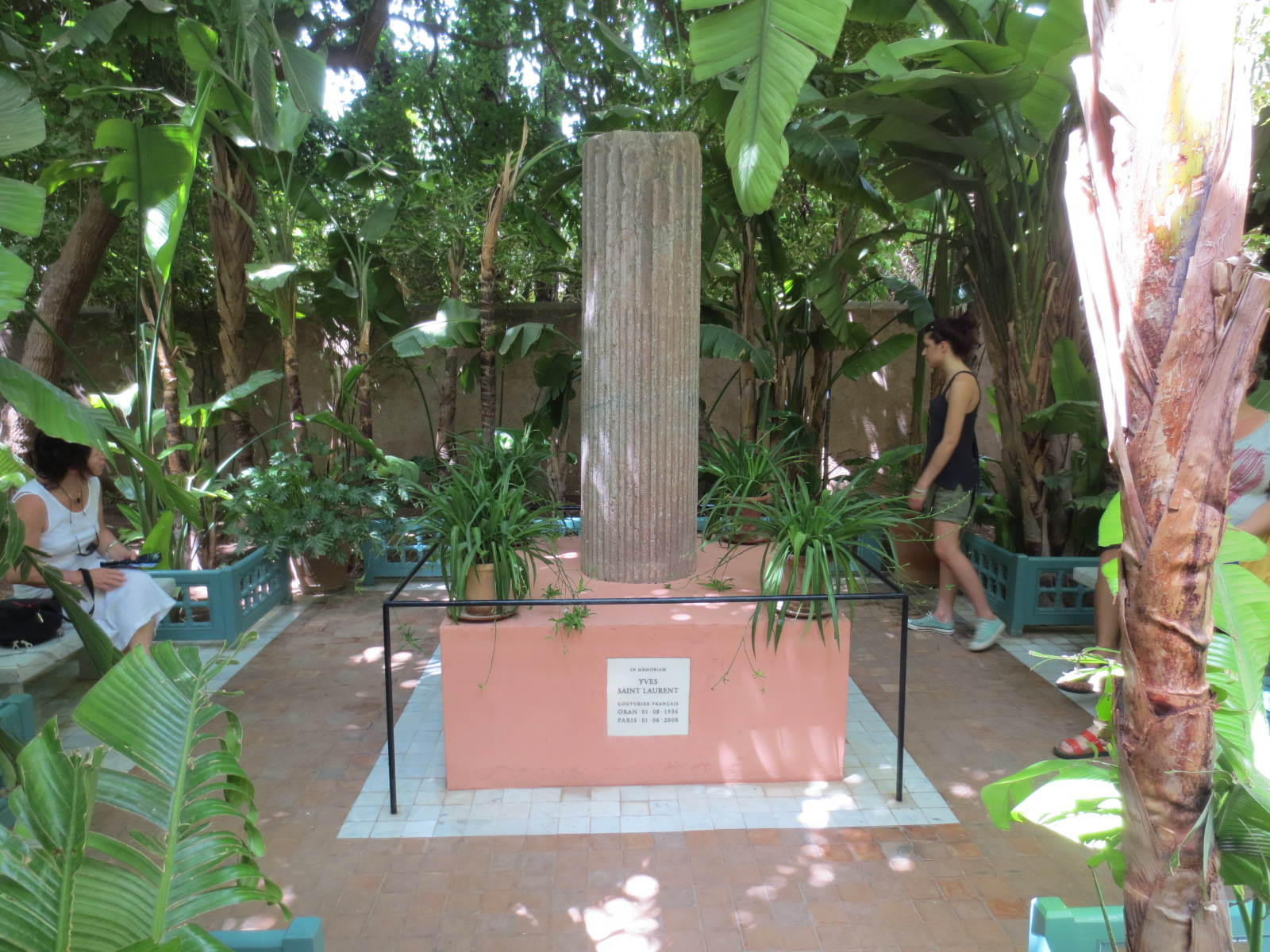
Mémorial Yves Saint Laurent (1936-2008)

À la suite de la disparition d'Yves Saint Laurent le 1er juin 2008 à Paris, ses cendres sont dispersées dans la roseraie de la villa Oasis, où un mémorial est créé, composé d’une colonne romaine de Tanger, posée sur un socle où une plaque porte son nom. Le 27 novembre 2010, la princesse Lalla Salma, épouse du roi du Maroc Mohammed VI, inaugure l’exposition Yves Saint Laurent et le Maroc, en même temps que la création de la rue Yves Saint Laurent à l'entrée du jardin.
Le 3 décembre 2011, le musée berbère est inauguré au rez-de-chaussée de la villa en présence du ministre français de la culture Frédéric Mitterrand, et la maison d'Yves Saint Laurent est labellisée Maisons des Illustres. À ce jour, le jardin, entretenu par une vingtaine de jardiniers, est un des hauts lieux du tourisme au Maroc, avec plus de 600 000 visiteurs annuels. Depuis 2019, la partie du jardin attenante à la première villa Bou Saf Saf peut également être visitée certains jours.

## Collections botaniques particulières
- Collection de cactus ;
- Collection de bananiers ;
- Plantes rares : allée d'aloès ;
- Collection de palmiers qui constitue une oasis de fraîcheur dans la partie sud du jardin ;
- Bambouseraie au sud et à l'ouest du jardin, entre le mur de clôture et le chemin sinueux.

Quelques plantes botaniques et bassins du Jardin Majorelle.
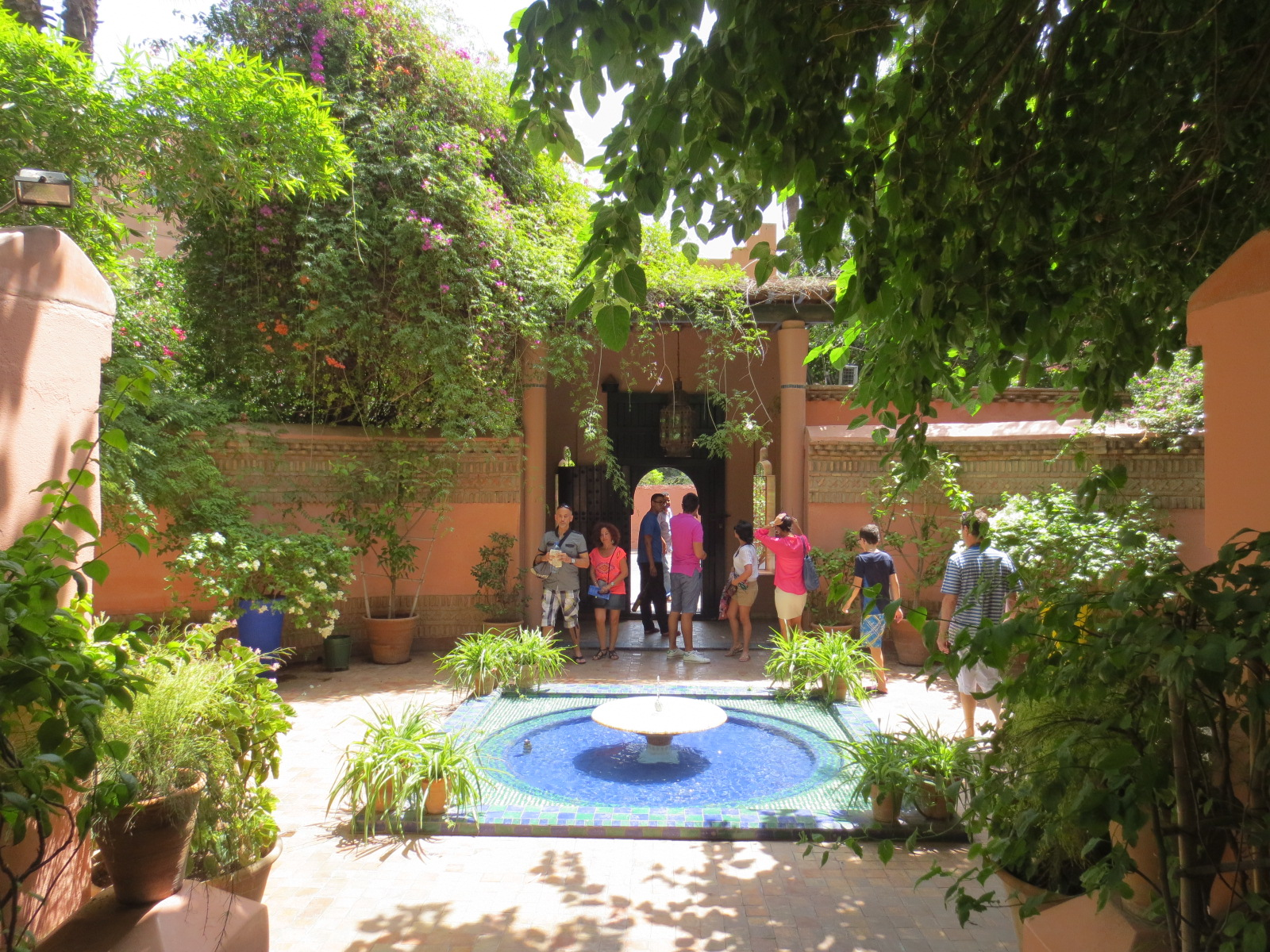
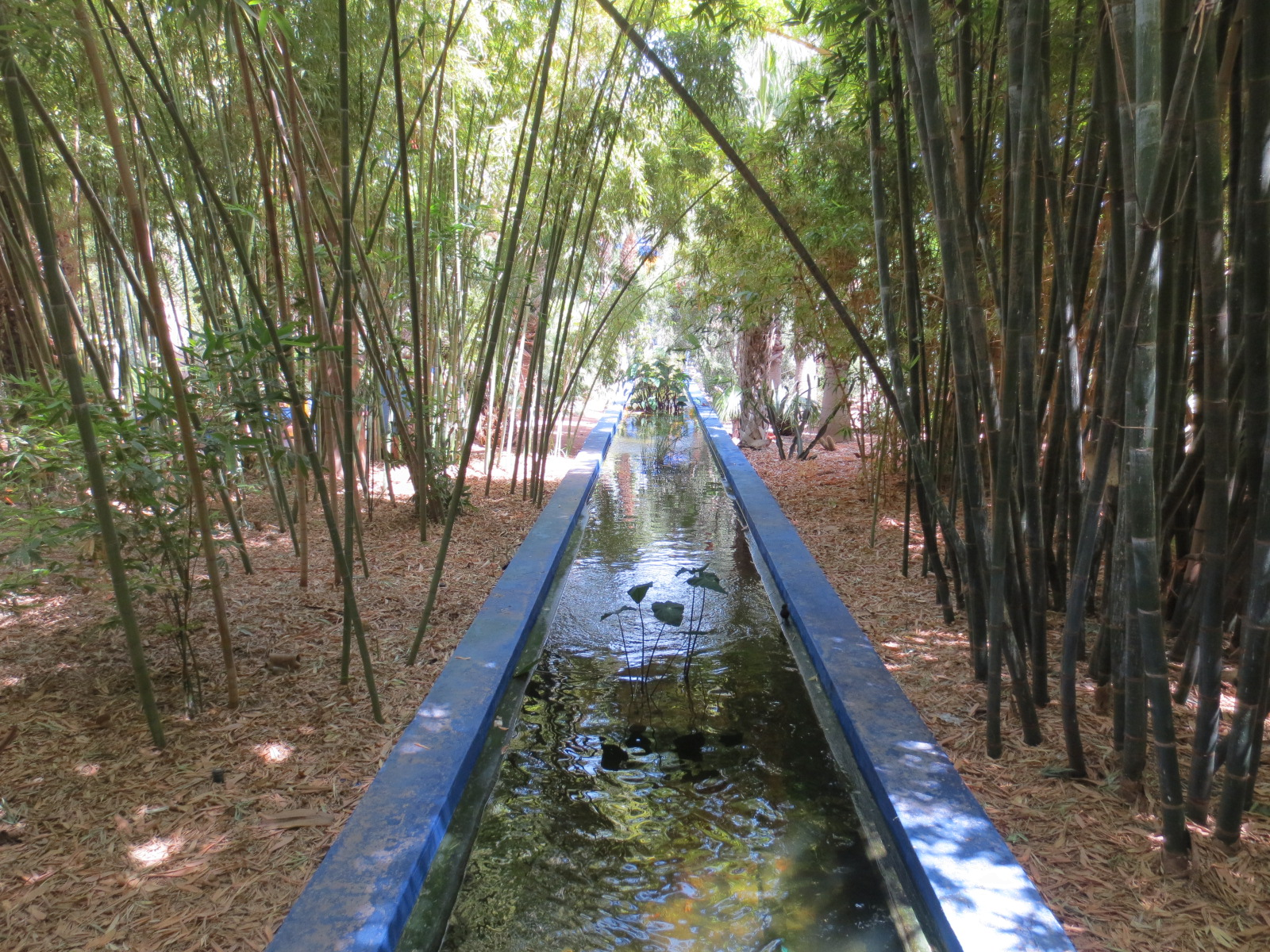
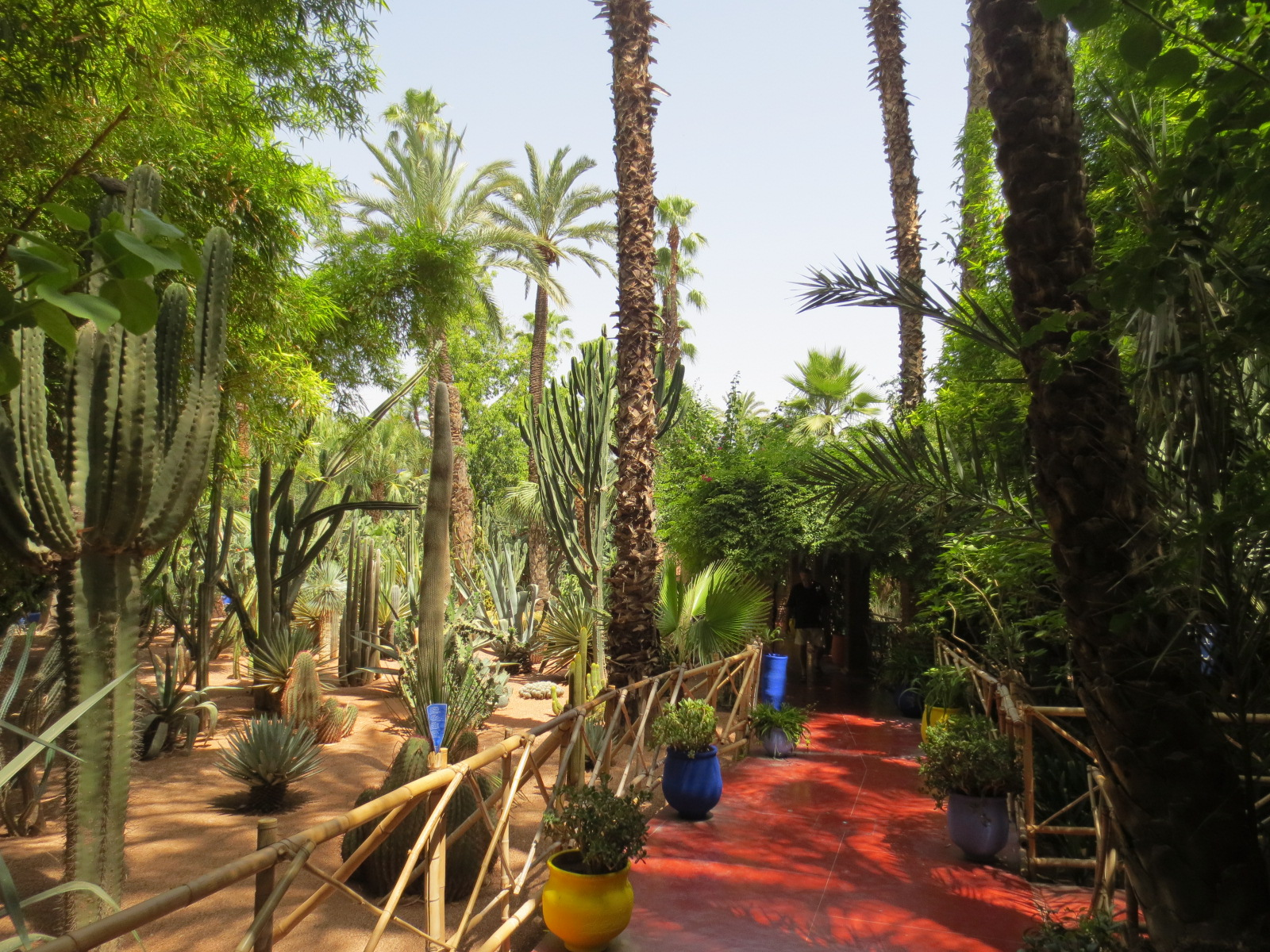
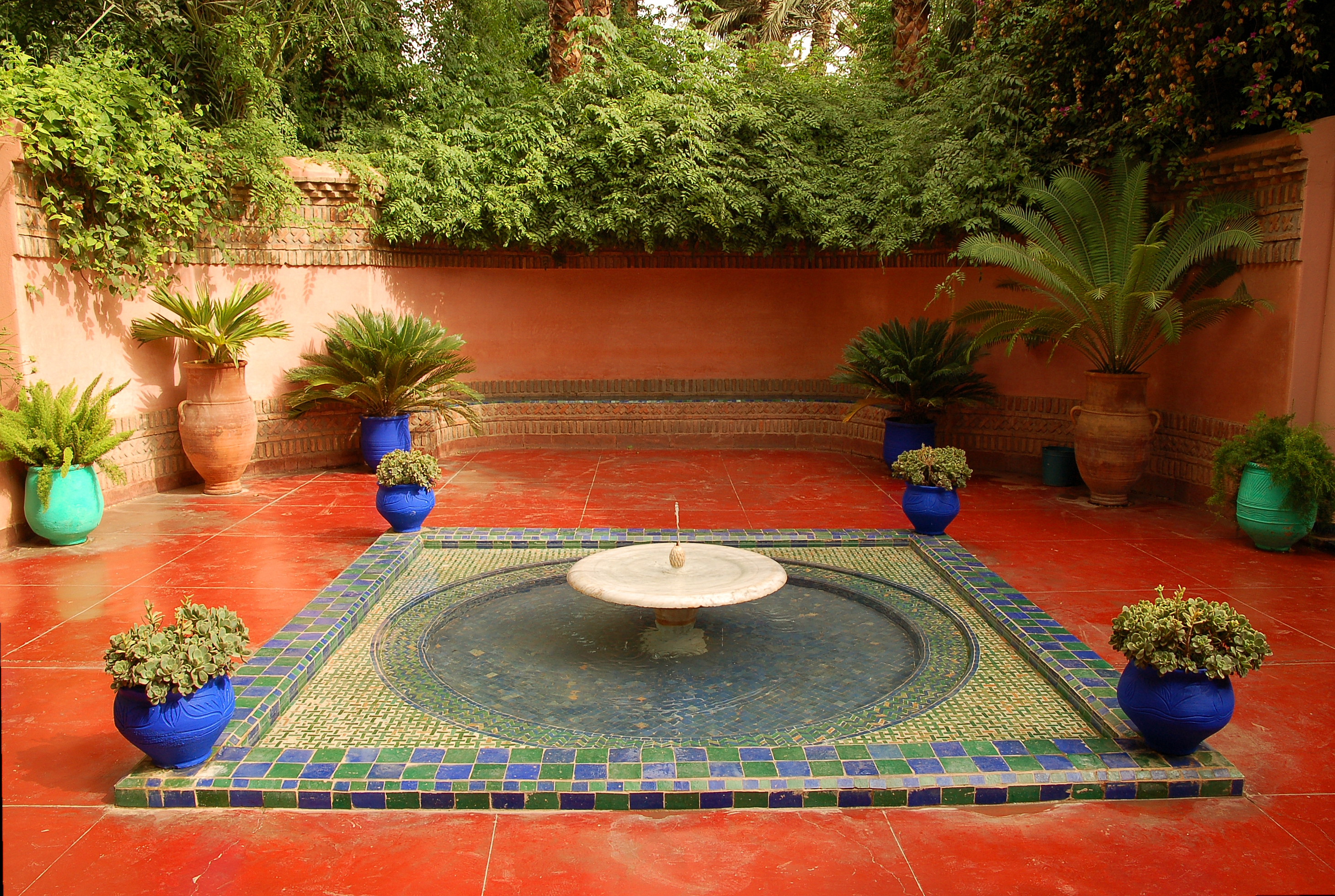
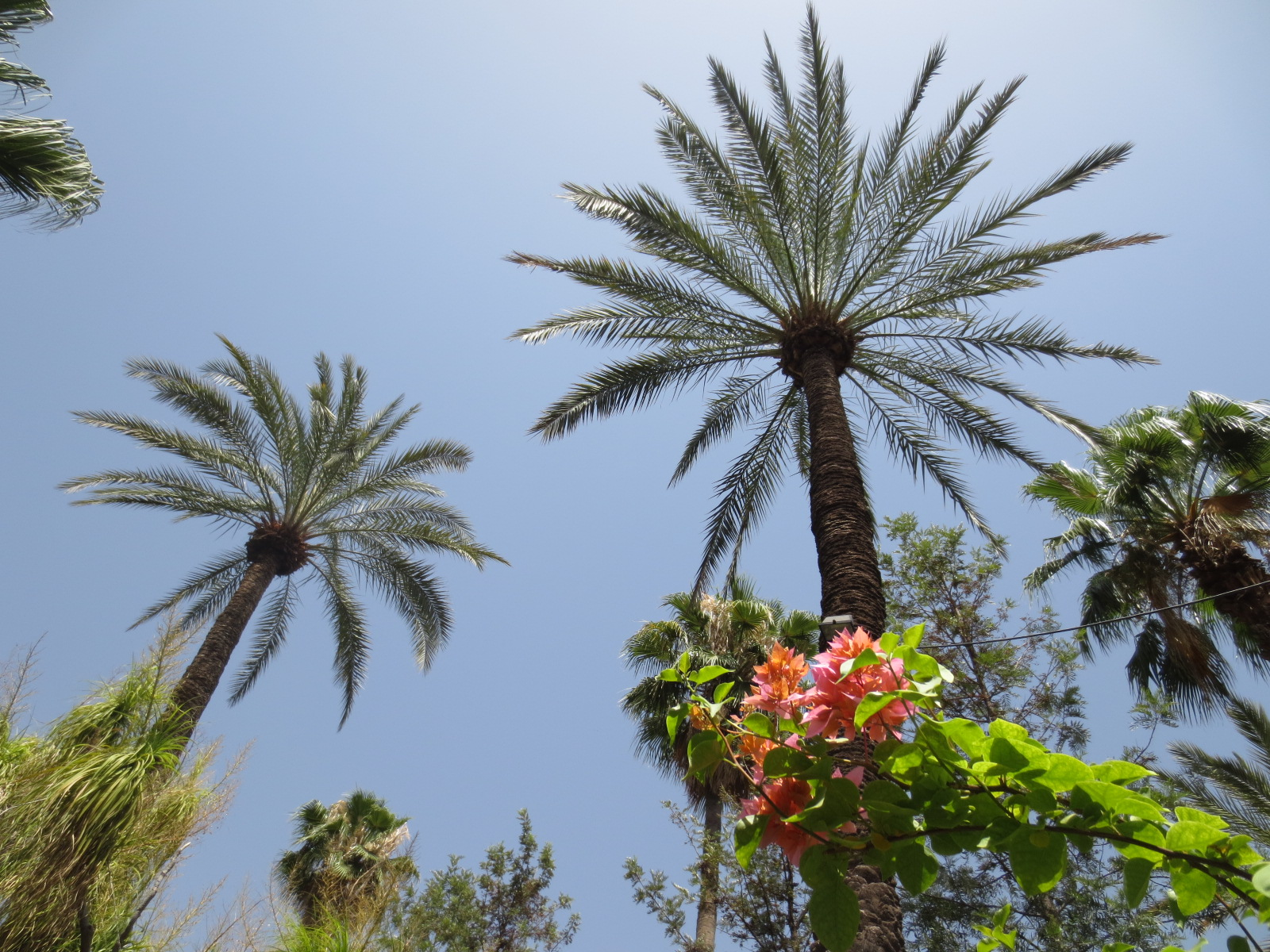
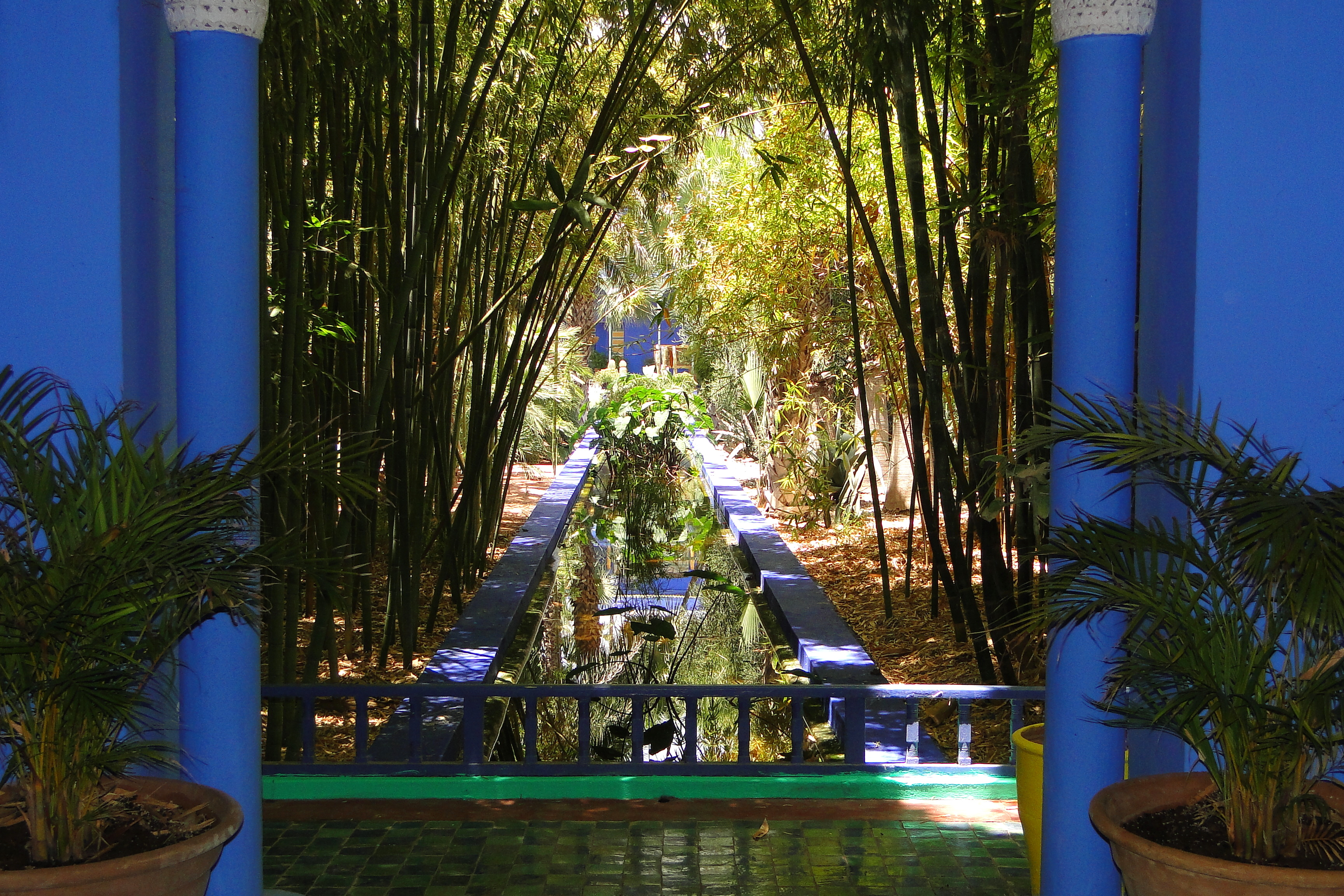
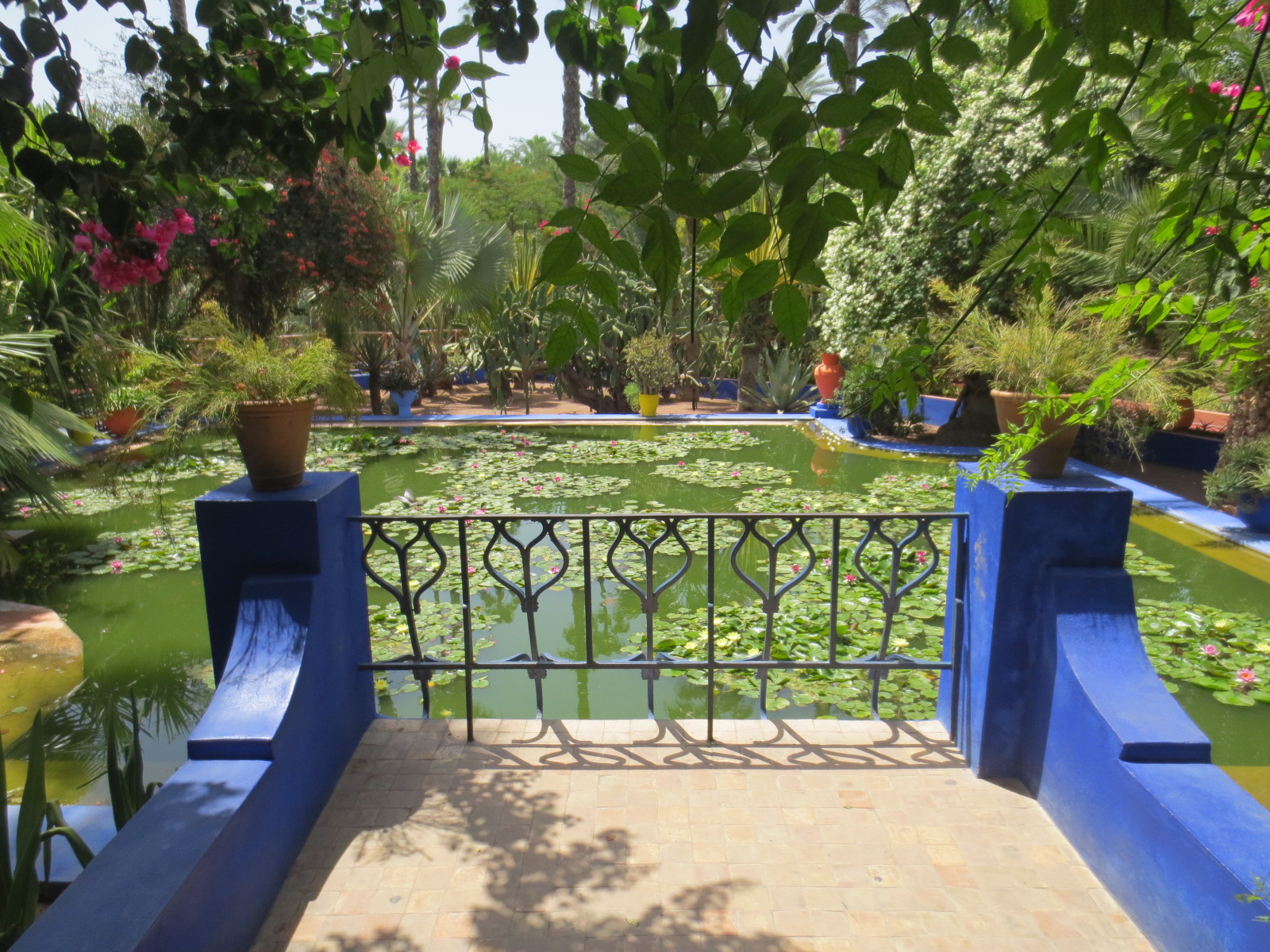
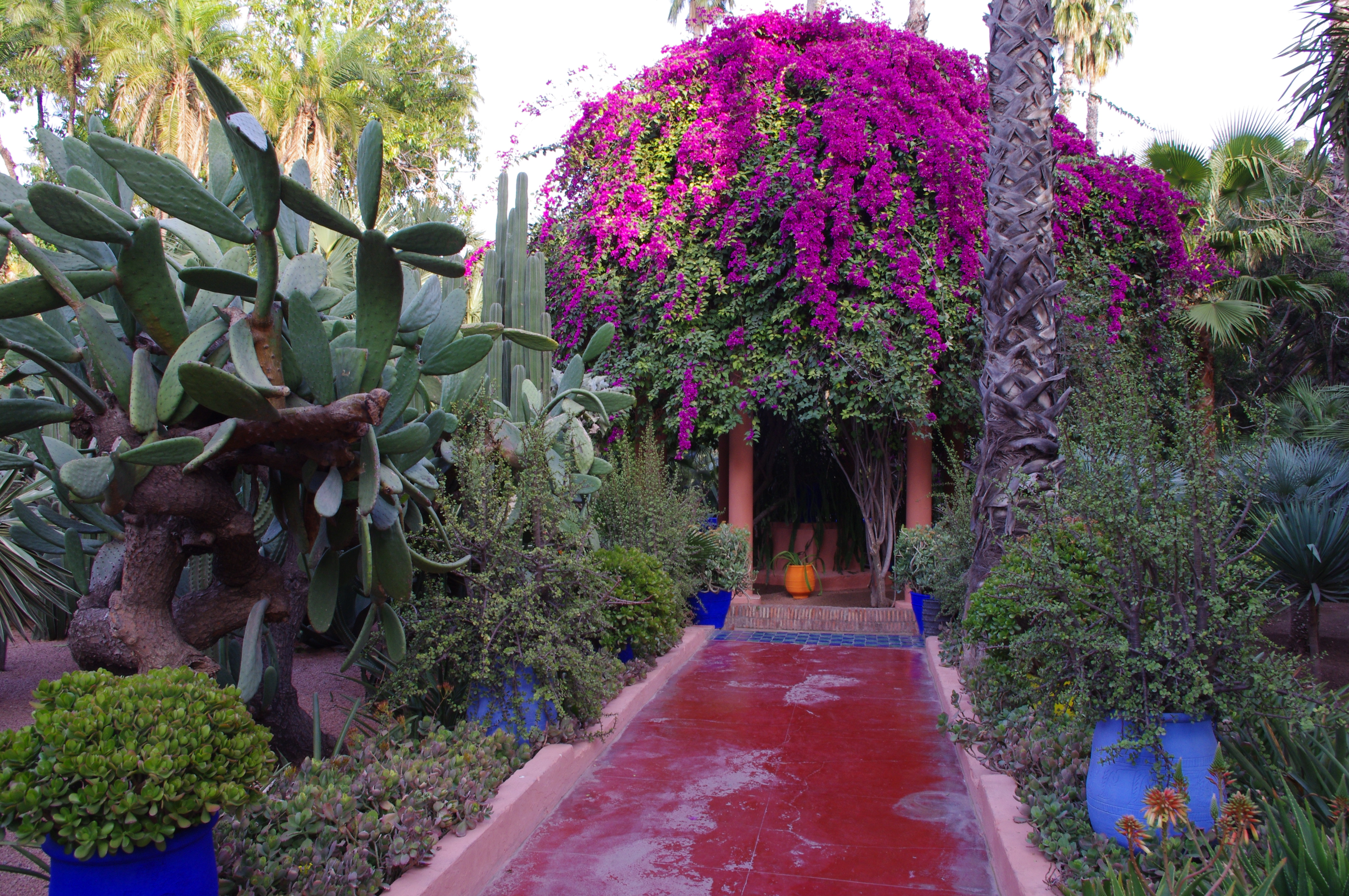
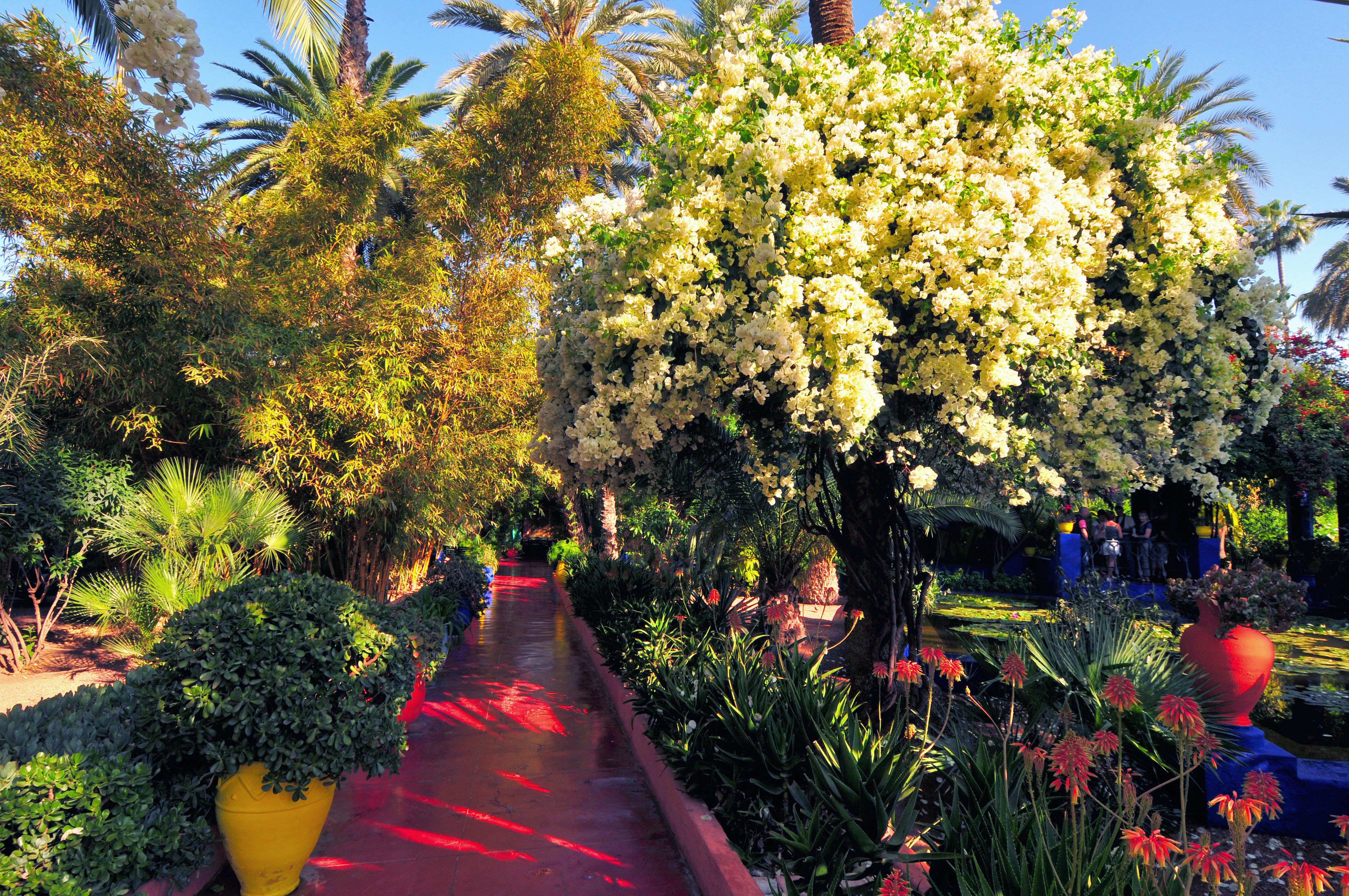
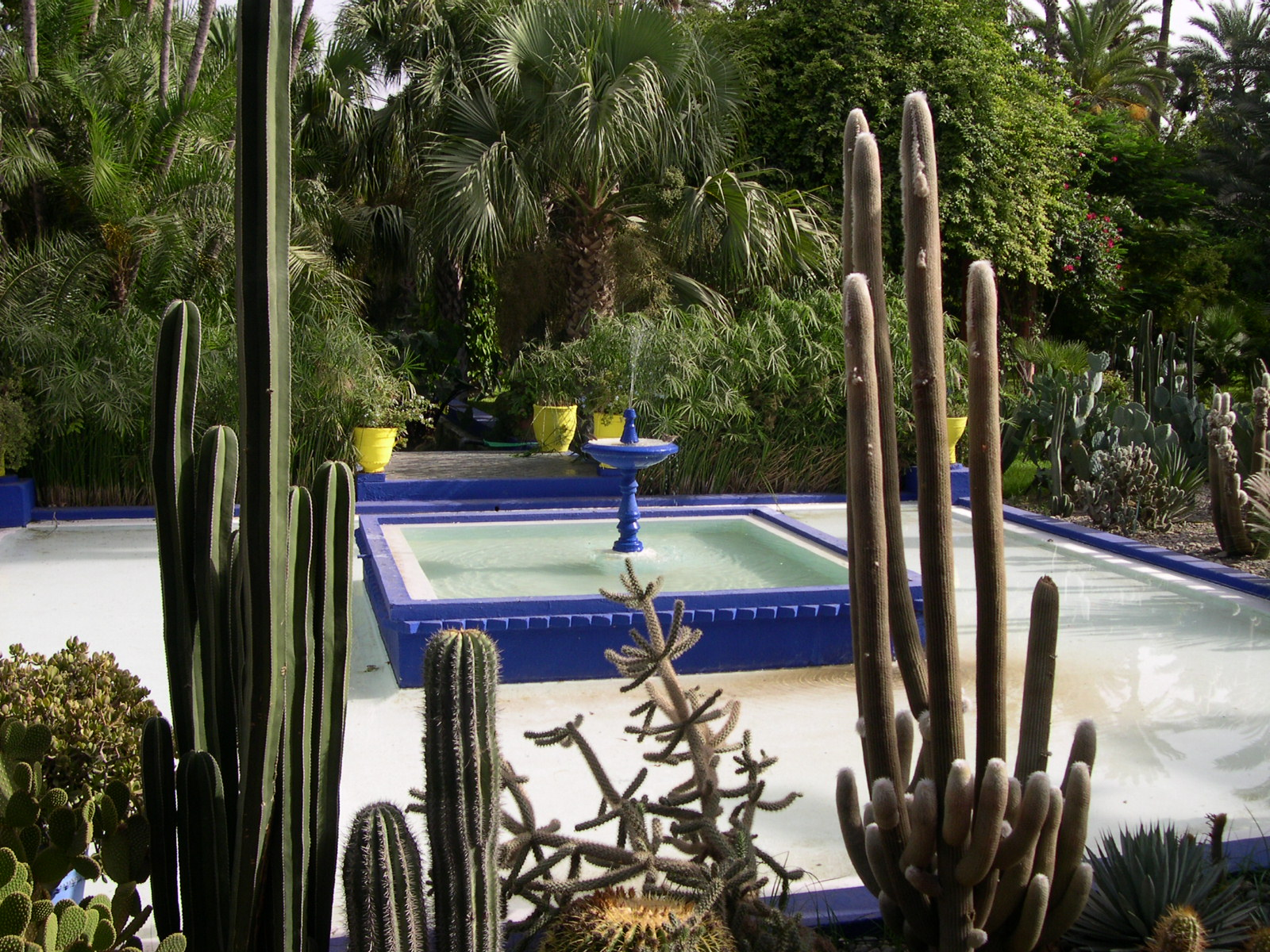
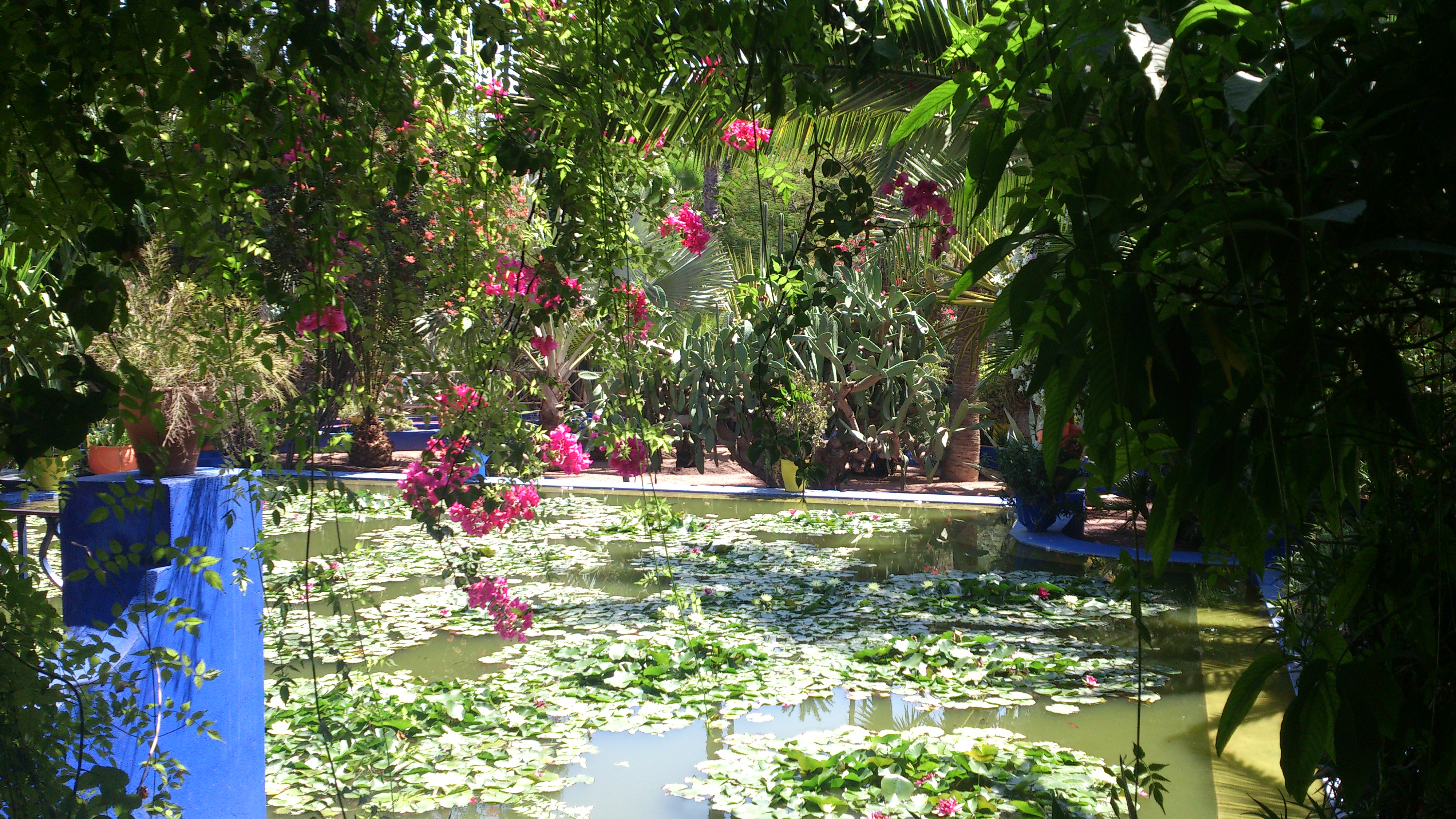

## Ornithologie

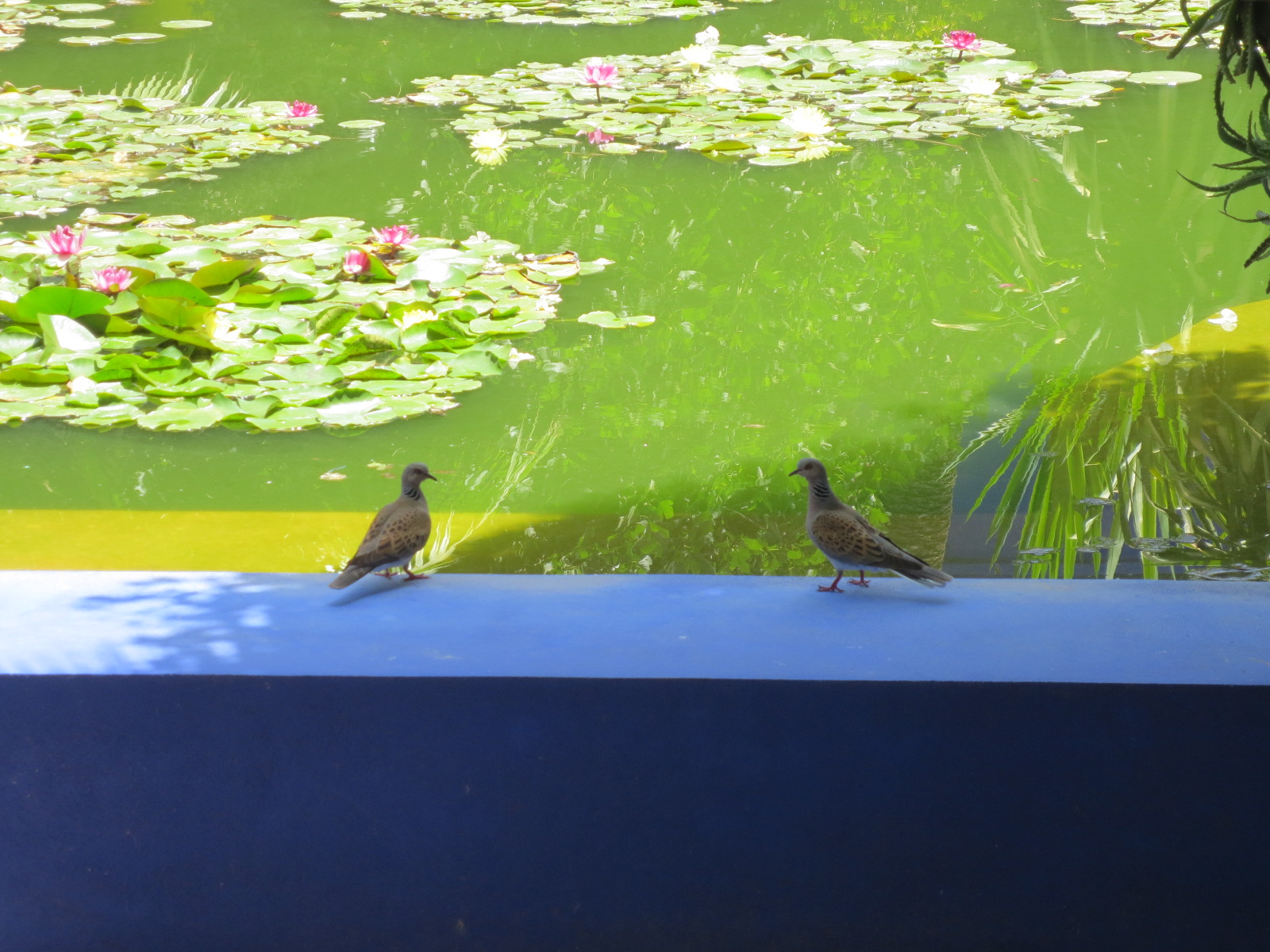
Tourterelles

Le chant du bulbul des jardins accueille les visiteurs, qui découvrent à côté d'espèces communes comme le merle noir, le moineau domestique, le rouge-gorge, et la mésange charbonnière, des espèces moins fréquentes, des fauvettes, la bergeronnette grise, le bruant striolé, le rougequeue noir, et le gobemouche gris.

Les tourterelles et les pigeons sont très nombreux. Un faucon crécerelle nicherait dans la tour. Les cinq espèces d'oiseaux les plus visibles depuis les toits en terrasse de Marrakech sont la cigogne blanche, la bergeronnette grise, la tourterelle des bois, le faucon crécerelle, et le gobemouche gris.

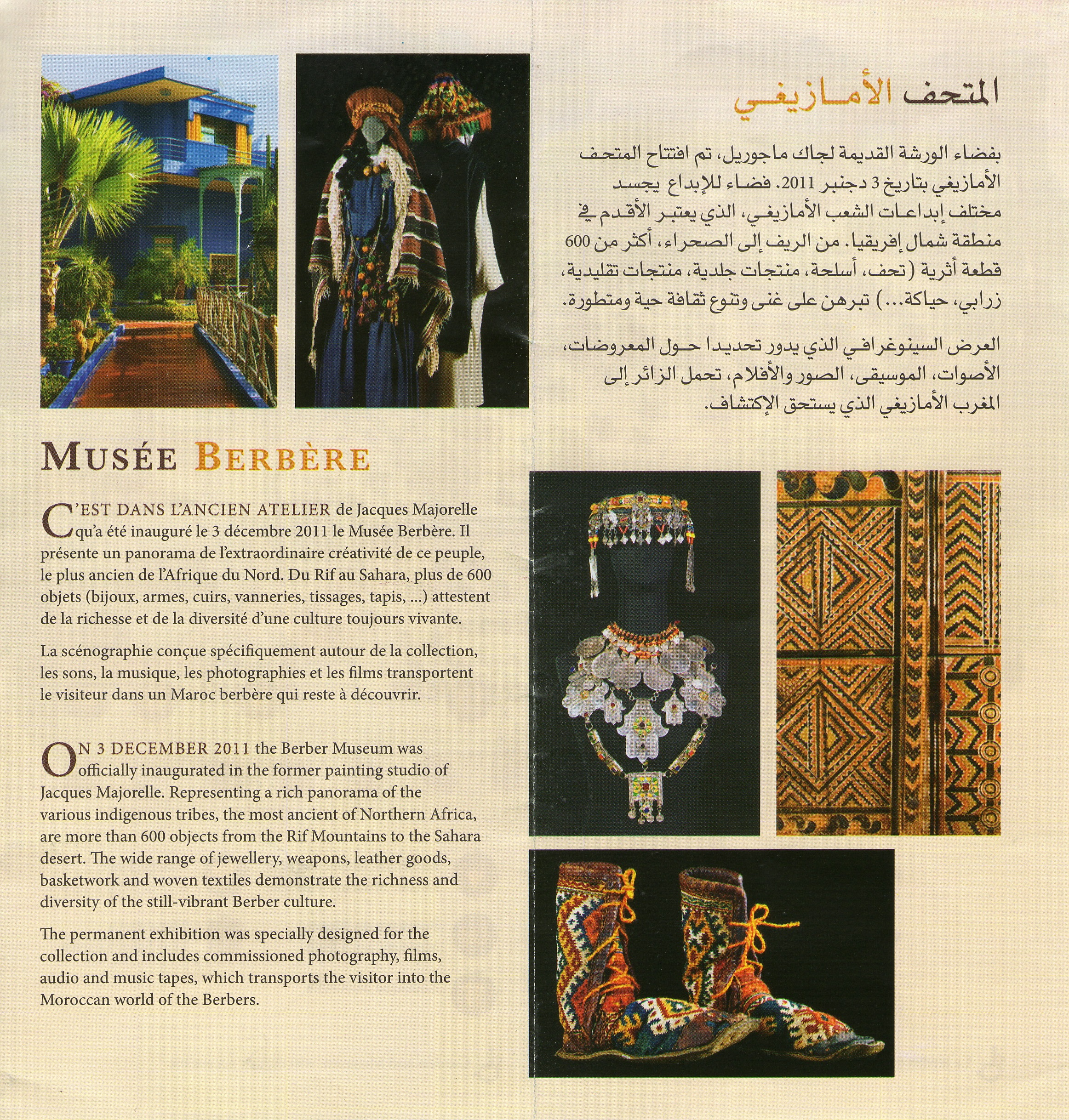
Présentation du musée Berbère sur le dépliant touristique du jardin.

## Musée berbère
Cet important musée, situé dans l'ancien atelier d'artiste d'Yves Saint Laurent au rez-de-chaussée de la villa Majorelle, a été inauguré en 2011. Sur une superficie de 200m², une collection de plus de 600 objets (bijoux, armes, cuirs, vannerie, tissage, tapis, vêtements...) représentatifs de la richesse de l'art berbère y sont exposés.

## Citations
- Yves Saint Laurent : « depuis de nombreuses années, je trouve dans le jardin Majorelle une source inépuisable d’inspiration et j’ai souvent rêvé à ses couleurs qui sont uniques »[10].